# 短刺伊神蟹
短刺伊神蟹（學名：Izanami curtispina），是短尾下目（螃蟹）饅頭蟹總科黎明蟹科伊神蟹屬的一個物種。
生活於東中國海及南中國海，見於台灣宜蘭頭城，亦偶於高雄及臺南發現。